# Славко Петровић
Славко Петровић (Београд, 10. август 1958) српски је фудбалски тренер и бивши фудбалер.

## Каријера

### Играч
Играо је на позицији голмана. Сениорску каријеру је започео у београдској Црвеној звезди за коју никада није наступио у првенственим утакмицама. Након тога 1980. године, одлази у Немачку где је бранио за неколико екипа од којих је најпознатија Фортуна из Диселдорфа. Играчку каријеру је завршио 1990. у нижелигашкој екипи Амитија Фирнхајм.

### Тренер
Након играчке каријере почео је да се бави тренерским послом. Скоро петнаест година радио је у бројним немачким клубовима, као што су Дармштат 98, Карл Цајс Јена, Фортуна Диселдорф и други. Од 1997. до 1998. био је помоћни тренер у тадашњем немачком бундеслигашу Карлсруеу. У Србију се вратио 2011. где кратко ради као тренер чачанског Борца и београдског Рада.
Године 2014. постао је тренер бијељинског Радника с којим осваја Куп БиХ у сезони 2015/16. Крајем августа 2016. напушта Радник и прелази да води сарајевски Жељезничар. Године 2017. напушта Жељезничар и постаје нови тренер Слободе из Тузле. У јуну 2018. године напустио је Слободу, да би потом 13. јануара 2020. године поново преузео бијељински Радник.
Од априла до септембра 2022. године је био тренер српског суперлигаша Спартака из Суботице.

## Успеси
Играч
Фортуна Диселдорф
- Куп Немачке: 1979/80.

Тренер
Радник Бијељина
- Куп Босне и Херцеговине: 2015/16.
- Куп Републике Српске: 2015/16.